# Nagroda Nebula za najlepszą miniaturę literacką
Lista zwycięzców i nominowanych do nagrody Nebula w kategorii najlepsza miniatura literacka (short story, utwór składający się z mniej niż 7500 słów).
Nagrodę przyznaje się za miniony rok i ogłasza w roku następnym (pierwsza została przyznana w 1966 r. za 1965 r.). Stąd różnice wobec nagród Hugo (książki niekiedy są nagradzane w tym samym roku co Hugo, a niekiedy w następnym).
Najwięcej nagród zdobył Harlan Ellison: 3 na 8 nominacji (pierwszą od ostatniej dzieli 45 lat).

## Nagroda Nebula za najlepszą miniaturę literacką
Legenda:
 Zwycięzcy 
 Nagrody nie przyznano 
| Rok  | Autor                                       | Tytuł | Źródło |
| ---- | ------------------------------------------- | --- | ------ |
| 1966 | Harlan Ellison                              | „Ukorz się, pajacu”, rzecze Tiktaktor (także jako „Kajaj się, Arlekinie!” - powiedział Tiktak; „Repent, Harlequin!” Said the Ticktockman) | [ 1 ]  |
| 1966 | Isaac Asimov                                | Oczy nie tylko widzą... (Eyes Do More Than See) | [ 1 ]  |
| 1966 | Isaac Asimov                                | Founding Father | [ 1 ]  |
| 1966 | J.G. Ballard                                | Martwy olbrzym (Souvenir) | [ 1 ]  |
| 1966 | Donald Barthelme                            | Game | [ 1 ]  |
| 1966 | Jane Beauclerk                              | Lord Moon | [ 1 ]  |
| 1966 | Lin Carter                                  | Uncollected Works | [ 1 ]  |
| 1966 | John Christopher                            | A Few Kindred Spirits | [ 1 ]  |
| 1966 | Avram Davidson                              | The House the Blakeneys Built | [ 1 ]  |
| 1966 | Gordon R. Dickson                           | Computers Don't Argue | [ 1 ]  |
| 1966 | Thomas M. Disch                             | Come to Venus Melancholy | [ 1 ]  |
| 1966 | James A. Durham                             | Of One Mind | [ 1 ]  |
| 1966 | H. L. Gold                                  | Inside Man | [ 1 ]  |
| 1966 | Ron Goulart                                 | Calling Dr. Clockwork | [ 1 ]  |
| 1966 | Alex Kirs                                   | Better Than Ever | [ 1 ]  |
| 1966 | R.A. Lafferty                               | In Our Block | [ 1 ]  |
| 1966 | R.A. Lafferty                               | Snuje się wtorkowa noc (Slow Tuesday Night) | [ 1 ]  |
| 1966 | Fritz Leiber                                | Cyclops | [ 1 ]  |
| 1966 | Fritz Leiber                                | The Good New Days | [ 1 ]  |
| 1966 | Larry McCombs, Ted White                    | The Peacock King | [ 1 ]  |
| 1966 | Scott Nichols                               | Though a Sparrow Fall | [ 1 ]  |
| 1966 | Larry Niven                                 | Becalmed in Hell | [ 1 ]  |
| 1966 | Larry Niven                                 | Wrong-Way Street | [ 1 ]  |
| 1966 | Richard Olin                                | The Mischief Maker | [ 1 ]  |
| 1966 | Edgar Pangborn                              | A Better Mousehole | [ 1 ]  |
| 1966 | Mack Reynolds                               | A Leader for Yesteryear | [ 1 ]  |
| 1966 | Robert Rohrer                               | Keep Them Happy | [ 1 ]  |
| 1966 | James H. Schmitz                            | Balanced Ecology | [ 1 ]  |
| 1966 | Clifford D. Simak                           | Over the River and Through the Woods | [ 1 ]  |
| 1966 | Richard Wilson                              | The Eight Billion | [ 1 ]  |
| 1966 | Roger Zelazny                               | Devil Car | [ 1 ]  |
| 1967 | Richard McKenna                             | Tajemne miejsce (The Secret Place) | [ 2 ]  |
| 1967 | Brian Aldiss                                | Człowiek ze swoim czasem (Man in His Time) | [ 2 ]  |
| 1967 | Bob Shaw                                    | Światło minionych dni (Light of Other Days) | [ 2 ]  |
| 1968 | Samuel R. Delany                            | Opaść na Gomorę (także jako Tak, i Gomora...; Aye, and Gomorrah) | [ 3 ]  |
| 1968 | Reginald Bretnor                            | Earthwoman | [ 3 ]  |
| 1968 | Samuel R. Delany                            | Driftglass | [ 3 ]  |
| 1968 | Larry Niven                                 | Answering Service | [ 3 ]  |
| 1968 | Theodore L. Thomas                          | The Doctor | [ 3 ]  |
| 1968 | Kate Wilhelm                                | Byłaś wspaniała, dziecinko! (Baby, You Were Great) | [ 3 ]  |
| 1969 | Kate Wilhelm                                | Eksperyment Darina (The Planners) | [ 4 ]  |
| 1969 | Poul Anderson                               | Kyrie | [ 4 ]  |
| 1969 | Terry Carr                                  | Taniec Przemieniającego się i Trójki (The Dance of the Changer and the Three) | [ 4 ]  |
| 1969 | H. H. Hollis                                | Sword Game | [ 4 ]  |
| 1969 | Damon Knight                                | Maski (Masks) | [ 4 ]  |
| 1969 | Robert Taylor                               | Idiot's Mate | [ 4 ]  |
| 1970 | Robert Silverberg                           | Pasażerowie (Passengers) | [ 5 ]  |
| 1970 | Harlan Ellison                              | Strzaskany jak szklany goblin (Shattered Like a Glass Goblin) | [ 5 ]  |
| 1970 | Larry Niven                                 | Niedługo przed końcem (Not Long Before the End) | [ 5 ]  |
| 1970 | Theodore Sturgeon                           | The Man Who Learned Loving | [ 5 ]  |
| 1970 | James Tiptree Jr.                           | Ostatni lot doktora Aina (The Last Flight of Dr. Ain) | [ 5 ]  |
| 1971 | nie przyznano                               | | [ 6 ]  |
| 1971 | Gardner Dozois                              | A Dream at Noonday | [ 6 ]  |
| 1971 | Harry Harrison                              | Nad wodospadem (By the Falls) | [ 6 ]  |
| 1971 | R.A. Lafferty                               | Entire and Perfect Chrysolite | [ 6 ]  |
| 1971 | Keith Laumer                                | W kolejce (In the Queue) | [ 6 ]  |
| 1971 | James Sallis                                | The Creation of Bennie Good | [ 6 ]  |
| 1971 | Kate Wilhelm                                | A Cold Dark Night with Snow | [ 6 ]  |
| 1971 | Gene Wolfe                                  | Wyspa doktora Śmierci i inne opowiadania (The Island of Doctor Death and Other Stories) | [ 6 ]  |
| 1972 | Robert Silverberg                           | Dobre wieści z Watykanu (Good News from the Vatican) | [ 7 ]  |
| 1972 | Gardner Dozois                              | Horse of Air | [ 7 ]  |
| 1972 | Stephen Goldin                              | The Last Ghost | [ 7 ]  |
| 1972 | George Zebrowski                            | Heathen God | [ 7 ]  |
| 1973 | Joanna Russ                                 | Kiedy zaszła zmiana (także jako: Nadchodzą nowe czasy; When It Changed) | [ 8 ]  |
| 1973 | Harlan Ellison                              | Po tamtej stronie (także jako: Na stoku; On the Downhill Side) | [ 8 ]  |
| 1973 | Frederik Pohl                               | Shaffery Among the Immortals | [ 8 ]  |
| 1973 | Robert Silverberg                           | When We Went to See the End of the World | [ 8 ]  |
| 1973 | James Tiptree Jr.                           | And I Awoke and Found Me Here on the Cold Hill's Side | [ 8 ]  |
| 1973 | Gene Wolfe                                  | Against the Lafayette Escadrille | [ 8 ]  |
| 1974 | James Tiptree Jr.                           | Miłość to plan, plan to śmierć (Love Is the Plan the Plan Is Death) | [ 9 ]  |
| 1974 | Edward Bryant                               | Rekin (Shark) | [ 9 ]  |
| 1974 | George R.R. Martin                          | Mgły opadają o świcie (With Morning Comes Mistfall) | [ 9 ]  |
| 1974 | Vonda N. McIntyre                           | Skrzydła (Wings) | [ 9 ]  |
| 1974 | Norman Spinrad                              | Coś pięknego (A Thing of Beauty) | [ 9 ]  |
| 1974 | Gene Wolfe                                  | Jak przegrałem drugą wojnę światową i pomogłem powstrzymać niemiecką inwazję (także jako: Jak przegrałem drugą wojnę światową i pomogłem zapobiec inwazji niemieckiej; How I Lost the Second World War and Helped Turn Back the German Invasion) | [ 9 ]  |
| 1975 | Ursula K. Le Guin                           | Dzień przed rewolucją (The Day Before the Revolution) | [ 10 ] |
| 1975 | Philip José Farmer                          | After King Kong Fell | [ 10 ] |
| 1975 | Roger Zelazny                               | Mechaniczne serce (także jako: Maszyna z Ośrodka Wiosennego Serca; The Engine at Heartspring's Center) | [ 10 ] |
| 1976 | Fritz Leiber                                | Zdążyć na Zeppelina! (Catch That Zeppelin!) | [ 11 ] |
| 1976 | Gregory Benford                             | Doing Lennon | [ 11 ] |
| 1976 | Gregory Benford                             | White Creatures | [ 11 ] |
| 1976 | Jorge Luis Borges                           | Utopia człowieka zmęczonego (Utopia of a Tired Man) | [ 11 ] |
| 1976 | Algis Budrys                                | A Scraping at the Bones | [ 11 ] |
| 1976 | Phyllis Eisenstein                          | Attachment | [ 11 ] |
| 1976 | Harlan Ellison                              | Shatterday | [ 11 ] |
| 1976 | Nicholas Fisk                               | Find the Lady | [ 11 ] |
| 1976 | Charles L. Grant                            | White Wolf Calling | [ 11 ] |
| 1976 | Richard A. Lupoff                           | Sail the Tide of Mourning | [ 11 ] |
| 1976 | P.J. Plauger                                | Dziecko w każdym wieku (Child of All Ages) | [ 11 ] |
| 1976 | Frederik Pohl                               | Dorastanie w mieście na skraju (Growing Up in Edge City) | [ 11 ] |
| 1976 | Craig Strete                                | Time Deer | [ 11 ] |
| 1977 | Charles L. Grant                            | A Crowd of Shadows | [ 12 ] |
| 1977 | Joe Haldeman                                | Trzechsetlecie (Tricentennial) | [ 12 ] |
| 1977 | Thomas F. Monteleone                        | Breath's a Ware That Will Not Keep | [ 12 ] |
| 1977 | Jake Saunders                               | Back to the Stone Age | [ 12 ] |
| 1977 | Lisa Tuttle                                 | Stone Circle | [ 12 ] |
| 1977 | Howard Waldrop                              | Mary Margaret Road-Grader | [ 12 ] |
| 1978 | Harlan Ellison                              | Jeffty ma pięć lat (Jeffty Is Five) | [ 13 ] |
| 1978 | Dennis R. Bailey, David Bischoff            | Tin Woodman | [ 13 ] |
| 1978 | Edward Bryant                               | The Hibakusha Gallery | [ 13 ] |
| 1978 | Thomas F. Monteleone                        | Camera Obscura | [ 13 ] |
| 1978 | John Varley                                 | Porwanie (także jako: Uprowadzenie, Porwanie w powietrzu; Air Raid) | [ 13 ] |
| 1979 | Edward Bryant                               | Kamień (Stone) | [ 14 ] |
| 1979 | C.J. Cherryh                                | Kasandra (Cassandra) | [ 14 ] |
| 1979 | Joan D. Vinge                               | Widok z wysoka (View From a Height) | [ 14 ] |
| 1979 | Jack Dann                                   | A Quiet Revolution for Death | [ 14 ] |
| 1980 | Edward Bryant                               | giANTS | [ 15 ] |
| 1980 | Michael Bishop                              | Vernalfest Morning | [ 15 ] |
| 1980 | Orson Scott Card                            | Sonata bez akompaniamentu (Unaccompanied Sonata) | [ 15 ] |
| 1980 | Tanith Lee                                  | Czerwone jak krew (Red as Blood) | [ 15 ] |
| 1980 | George R.R. Martin                          | Droga krzyża i smoka (The Way of Cross and Dragon) | [ 15 ] |
| 1980 | Joanna Russ                                 | The Extraordinary Voyages of Amélie Bertrand | [ 15 ] |
| 1981 | Clifford D. Simak                           | Grota Tańczących jeleni (Grotto of the Dancing Deer) | [ 16 ] |
| 1981 | Charles L. Grant                            | Secrets of the Heart | [ 16 ] |
| 1981 | Bob Leman                                   | Window | [ 16 ] |
| 1981 | Gene Wolfe                                  | Wojna pod choinką (War Beneath the Tree) | [ 16 ] |
| 1982 | Lisa Tuttle (nie przyjęła nagrody)          | The Bone Flute | [ 17 ] |
| 1982 | Jack Dann                                   | Going Under | [ 17 ] |
| 1982 | Gardner Dozois                              | Disciples | [ 17 ] |
| 1982 | William Gibson                              | Johnny Mnemonic | [ 17 ] |
| 1982 | George Guthridge                            | The Quiet | [ 17 ] |
| 1982 | Kim Stanley Robinson                        | Ridge Running | [ 17 ] |
| 1982 | Timothy R. Sullivan                         | Zeke | [ 17 ] |
| 1982 | John Varley                                 | Pchacz (także jako: Spychacz, Pucer; The Pusher) | [ 17 ] |
| 1983 | Connie Willis                               | List od Clearysów (A Letter from the Clearys) | [ 18 ] |
| 1983 | Greg Bear                                   | Petra | [ 18 ] |
| 1983 | Jack C. Haldeman II, Jack Dann              | High Steel | [ 18 ] |
| 1983 | Barry N. Malzberg                           | Corridors | [ 18 ] |
| 1983 | Robert Silverberg                           | The Pope of the Chimps | [ 18 ] |
| 1983 | Howard Waldrop                              | God's Hooks! | [ 18 ] |
| 1984 | Gardner Dozois                              | The Peacemaker | [ 19 ] |
| 1984 | Leigh Kennedy                               | Her Furry Face | [ 19 ] |
| 1984 | Jack McDevitt                               | Cryptic | [ 19 ] |
| 1984 | Chad Oliver                                 | Ghost Town | [ 19 ] |
| 1984 | Hilbert Schenck                             | The Geometry of Narrative | [ 19 ] |
| 1984 | William F. Wu                               | Wong's Lost and Found Emporium | [ 19 ] |
| 1985 | Gardner Dozois                              | Morning Child | [ 20 ] |
| 1985 | George Alec Effinger                        | Obcy, którzy wiedzą, znaczy, wszystko (także jako: Obcy, którzy wiedzieli wszystko. Absolutnie wszystko; The Aliens Who Knew, I Mean, Everything)                                                                                                | [ 20 ] |
| 1985 | Lucius Shepard                              | Salwador (Salvador) | [ 20 ] |
| 1985 | Bruce Sterling                              | Sunken Gardens | [ 20 ] |
| 1985 | Gene Wolfe                                  | A Cabin on the Coast | [ 20 ] |
| 1985 | George Zebrowski                            | Warianty Eichmanna (The Eichmann Variations) | [ 20 ] |
| 1986 | Nancy Kress                                 | Wśród wszystkich tych jasnych gwiazd (Out of All Them Bright Stars) | [ 21 ] |
| 1986 | James Blaylock                              | Papierowe smoki (Paper Dragons) | [ 21 ] |
| 1986 | John Crowley                                | Śnieg (Snow) | [ 21 ] |
| 1986 | Gardner Dozois, Jack Dann, Michael Swanwick | Bogowie Marsa (The Gods of Mars) | [ 21 ] |
| 1986 | Joe Haldeman                                | Więcej niż suma jego części (More Than the Sum of His Parts) | [ 21 ] |
| 1986 | Howard Waldrop                              | Lataj-spodek Rock and Roll (Flying Saucer Rock & Roll) | [ 21 ] |
| 1986 | Howard Waldrop                              | Dziedzice perysfery (Heirs of the Perisphere) | [ 21 ] |
| 1986 | William F. Wu                               | Hong's Bluff | [ 21 ] |
| 1987 | Greg Bear                                   | Styczne (Tangents) | [ 22 ] |
| 1987 | Isaac Asimov                                | Sny robota (także jako: Sny robotów; Robot Dreams) | [ 22 ] |
| 1987 | Pat Cadigan                                 | Rozterki ładnego chłopca (także jako: Kuszenie ślicznego chłopca; Pretty Boy Crossover) | [ 22 ] |
| 1987 | James Patrick Kelly                         | Szczur (Rat) | [ 22 ] |
| 1987 | Nancy Springer                              | The Boy Who Plaited Manes | [ 22 ] |
| 1987 | Howard Waldrop                              | Lwy śpią dzisiejszej nocy (The Lions Are Asleep This Night) | [ 22 ] |
| 1988 | Kate Wilhelm                                | Na zawsze twoja, Anna (Forever Yours, Anna) | [ 23 ] |
| 1988 | Pat Cadigan                                 | Anioł (Angel) | [ 23 ] |
| 1988 | Paul Di Filippo                             | Kid Charlemagne | [ 23 ] |
| 1988 | Karen Joy Fowler                            | The Faithful Companion at Forty | [ 23 ] |
| 1988 | Lisa Goldstein                              | Cassandra's Photographs | [ 23 ] |
| 1988 | Susan Shwartz                               | Temple to a Minor Goddess | [ 23 ] |
| 1988 | Lawrence Watt-Evans                         | No i rzuciłem robotę u Harry’ego (Why I Left Harry's All-Night Hamburgers) | [ 23 ] |
| 1989 | James Morrow                                | Opowieści biblijne dla dorosłych - nr 17 - Potop (Bible Stories for Adults, No. 17: The Deluge) | [ 24 ] |
| 1989 | Thomas M. Disch                             | Voices of the Kill | [ 24 ] |
| 1989 | John Kessel                                 | Mrs. Shummel Exits a Winner | [ 24 ] |
| 1989 | Jack McDevitt                               | The Fort Moxie Branch | [ 24 ] |
| 1989 | Pat Murphy                                  | Dead Men on TV | [ 24 ] |
| 1989 | Steven Popkes                               | The Color Winter | [ 24 ] |
| 1990 | Geoffrey A. Landis                          | Fale na Morzu Diraca (Ripples in the Dirac Sea) | [ 25 ] |
| 1990 | Mary C. Aldridge                            | The Adinkra Cloth | [ 25 ] |
| 1990 | Michael Bishop                              | The Ommatidium Miniatures | [ 25 ] |
| 1990 | Orson Scott Card                            | Zaginieni chłopcy (Lost Boys) | [ 25 ] |
| 1990 | Suzy McKee Charnas                          | Boobs | [ 25 ] |
| 1990 | Bruce Sterling                              | Dori Bangs | [ 25 ] |
| 1991 | Terry Bisson                                | Niedźwiedzie odkrywają ogień (Bears Discover Fire) | [ 26 ] |
| 1991 | Pat Cadigan                                 | Moc i pasja (The Power and the Passion) | [ 26 ] |
| 1991 | Karen Joy Fowler                            | Lieserl | [ 26 ] |
| 1991 | Pat Murphy                                  | Love and Sex Among the Invertebrates | [ 26 ] |
| 1991 | Kim Stanley Robinson                        | Zanim się obudzę (Before I Wake) | [ 26 ] |
| 1991 | Kristine Kathryn Rusch                      | Story Child | [ 26 ] |
| 1992 | Alan Brennert                               | Ma Qui | [ 27 ] |
| 1992 | Terry Bisson                                | Oni są zrobieni z mięsa (także jako: One są z mięsa; They're Made Out of Meat) | [ 27 ] |
| 1992 | Karen Joy Fowler                            | The Dark | [ 27 ] |
| 1992 | John Kessel                                 | Buffalo | [ 27 ] |
| 1992 | Martha Soukup                               | Dog's Life | [ 27 ] |
| 1992 | W. Gregory Stewart                          | the button, and what you know | [ 27 ] |
| 1993 | Connie Willis                               | Nawet królowa (Even the Queen) | [ 28 ] |
| 1993 | Michael Bishop                              | Życie jako układanka z kotami na wysoki połysk (Life Regarded as a Jigsaw Puzzle of Highly Lustrous Cats) | [ 28 ] |
| 1993 | Paul Di Filippo                             | Okulary Lennona (Lennon Spex) | [ 28 ] |
| 1993 | Nancy Kress                                 | Góra przyszła do Mahometa (The Mountain to Mohammed) | [ 28 ] |
| 1993 | Kim Stanley Robinson                        | Winlandia naszych snów (Vinland the Dream) | [ 28 ] |
| 1993 | Martha Soukup                               | The Arbitrary Placement of Walls | [ 28 ] |
| 1994 | Joe Haldeman                                | Groby (Graves) | [ 29 ] |
| 1994 | Harlan Ellison                              | Człowiek, który wiosłował dla Krzysztofa Kolumba (także jako: To on przeprawił Krzysztofa Kolumba na stały ląd; The Man Who Rowed Christopher Columbus Ashore)                                                                                   | [ 29 ] |
| 1994 | Esther Friesner                             | All Vows | [ 29 ] |
| 1994 | Lisa Goldstein                              | Alfred | [ 29 ] |
| 1994 | Bridget McKenna                             | The Good Pup | [ 29 ] |
| 1994 | William John Watkins                        | The Beggar in the Living Room | [ 29 ] |
| 1995 | Martha Soukup                               | A Defense of the Social Contracts | [ 30 ] |
| 1995 | Ben Bova                                    | Inspiracja (Inspiration) | [ 30 ] |
| 1995 | Joe Haldeman                                | Drugi wzrok (None So Blind) | [ 30 ] |
| 1995 | Barry N. Malzberg                           | Understanding Entropy | [ 30 ] |
| 1995 | Maureen McHugh                              | Virtual Love | [ 30 ] |
| 1995 | Kate Wilhelm                                | I Know What You're Thinking | [ 30 ] |
| 1996 | Esther Friesner                             | Death and the Librarian | [ 31 ] |
| 1996 | Kelley Eskridge                             | Alien Jane | [ 31 ] |
| 1996 | Owl Goingback                               | Grass Dancer | [ 31 ] |
| 1996 | Lisa Goldstein                              | The Narcissus Plague | [ 31 ] |
| 1996 | Geoffrey A. Landis                          | The Kingdom of Cats and Birds | [ 31 ] |
| 1996 | Maureen McHugh                              | The Lincoln Train | [ 31 ] |
| 1996 | Dave Smeds                                  | Short Timer | [ 31 ] |
| 1997 | Esther Friesner                             | Urodziny (A Birthday) | [ 32 ] |
| 1997 | Kent Brewster                               | In the Pound, Near Breaktime | [ 32 ] |
| 1997 | Kathleen Ann Goonan                         | The String | [ 32 ] |
| 1997 | Jonathan Lethem                             | Five Fucks | [ 32 ] |
| 1997 | Bruce Holland Rogers                        | Buty, w których umarli obcy (These Shoes Strangers Have Died Of) | [ 32 ] |
| 1997 | Dean Wesley Smith                           | In the Shade of the Slowboat Man | [ 32 ] |
| 1998 | Jane Yolen                                  | Sister Emily's Lightship | [ 33 ] |
| 1998 | Gregory Feeley                              | The Crab Lice | [ 33 ] |
| 1998 | Karen Joy Fowler                            | Los Elżbiety (The Elizabeth Complex) | [ 33 ] |
| 1998 | James Patrick Kelly                         | Szuru-Buru pająk (Itsy Bitsy Spider) | [ 33 ] |
| 1998 | Michael Swanwick                            | Trupy (także jako: Martwi; The Dead) | [ 33 ] |
| 1998 | K. D. Wentworth                             | Burning Bright | [ 33 ] |
| 1999 | Bruce Holland Rogers                        | Thirteen Ways to Water | [ 34 ] |
| 1999 | Steven Brust                                | When the Bow Breaks | [ 34 ] |
| 1999 | Karen Joy Fowler                            | Standing Room Only | [ 34 ] |
| 1999 | Lisa Goldstein                              | Fortune and Misfortune | [ 34 ] |
| 1999 | Geoffrey A. Landis                          | Winter Fire | [ 34 ] |
| 1999 | K. D. Wentworth                             | Tall One | [ 34 ] |
| 2000 | Leslie What                                 | The Cost of Doing Business | [ 35 ] |
| 2000 | Constance Ash                               | Flower Kiss | [ 35 ] |
| 2000 | Bruce Holland Rogers                        | Martwy chłopiec u twego okna (The Dead Boy at Your Window) | [ 35 ] |
| 2000 | Frances Sherwood                            | Basil the Dog | [ 35 ] |
| 2000 | Michael Swanwick                            | Promienie bramy (także jako: Promienne bramy; Radiant Doors) | [ 35 ] |
| 2000 | Michael Swanwick                            | Ancient Engines | [ 35 ] |
| 2001 | Terry Bisson                                | Maksy (macs) | [ 36 ] |
| 2001 | Jeffrey Ford                                | Asystentka pisarza fantasy (The Fantasy Writer's Assistant) | [ 36 ] |
| 2001 | Ellen Klages                                | Flying Over Water | [ 36 ] |
| 2001 | Severna Park                                | The Golem | [ 36 ] |
| 2001 | Michael Swanwick                            | Scherzo z tyranozaurem (Scherzo with Tyrannosaur) | [ 36 ] |
| 2001 | Pat York                                    | ou Wandered Off Like a Foolish Child To Break Your Heart and Mine | [ 36 ] |
| 2002 | Severna Park                                | The Cure for Everything | [ 37 ] |
| 2002 | Michael A. Burstein                         | Kaddish for the Last Survivor | [ 37 ] |
| 2002 | Mike Resnick                                | Słonie z Neptuna (także jako: Słonie na Neptunie; The Elephants on Neptune) | [ 37 ] |
| 2002 | Sherwood Smith                              | Na domowym froncie bez zmian (om and Dad at the Home Front) | [ 37 ] |
| 2002 | George Zebrowski                            | Wound the Wind | [ 37 ] |
| 2003 | Carol Emshwiller                            | Creature | [ 38 ] |
| 2003 | Jeffrey Ford                                | Dzieło stworzenia (także jako: Stworzenie; Creation) | [ 38 ] |
| 2003 | Megan Lindholm                              | Cut | [ 38 ] |
| 2003 | Jack McDevitt                               | Nothing Ever Happens in Rock City | [ 38 ] |
| 2003 | Tim Pratt                                   | Little Gods | [ 38 ] |
| 2003 | Michael Swanwick                            | Hau-hau, powiedział pies (The Dog Said Bow-Wow) | [ 38 ] |
| 2004 | Karen Joy Fowler                            | What I Didn't See | [ 39 ] |
| 2004 | Eleanor Arnason                             | Knapsack Poems | [ 39 ] |
| 2004 | Kevin Brockmeier                            | The Brief History of the Dead | [ 39 ] |
| 2004 | Harlan Ellison                              | Mieć wszystko za sobą (Good-Bye to All That) | [ 39 ] |
| 2004 | Carol Emshwiller                            | Grandma | [ 39 ] |
| 2004 | Molly Gloss                                 | Lambing Season | [ 39 ] |
| 2004 | James Van Pelt                              | Ostatnia z form P (The Last of the O-Forms) | [ 39 ] |
| 2005 | Eileen Gunn                                 | Coming to Terms | [ 40 ] |
| 2005 | Mike Moscoe                                 | The Strange Redemption of Sister Mary Anne | [ 40 ] |
| 2005 | Mike Resnick                                | Podróże z moimi kotami (Travels with My Cats) | [ 40 ] |
| 2005 | Benjamin Rosenbaum                          | Przyjmujący Nowe (Embracing-The-New) | [ 40 ] |
| 2005 | Greg van Eekhout                            | In the Late December | [ 40 ] |
| 2005 | Ken Wharton                                 | Aloha | [ 40 ] |
| 2006 | Carol Emshwiller                            | Mieszkam z tobą (I Live With You) | [ 41 ] |
| 2006 | K. D. Wentworth                             | Born Again | [ 41 ] |
| 2006 | Dale Bailey                                 | Koniec znanego nam świata (The End of the World as We Know It) | [ 41 ] |
| 2006 | Nancy Kress                                 | Moja matka tańczy (My Mother, Dancing) | [ 41 ] |
| 2006 | Margo Lanagan                               | Singing My Sister Down | [ 41 ] |
| 2006 | Anne Harris                                 | Still Life with Boobs | [ 41 ] |
| 2006 | Richard Bowes                               | There's a Hole in the City | [ 41 ] |
| 2007 | Elizabeth Hand                              | Echo | [ 42 ] |
| 2007 | Esther Friesner                             | Helena pamięta "Stork Club" (Helen Remembers the Stork Club) | [ 42 ] |
| 2007 | Eugene Mirabelli                            | Kobieta w równaniach falowych Schrödingera (The Woman in Schrodinger's Wave Equations) | [ 42 ] |
| 2007 | Jack McDevitt                               | Panie James, to do pana (Henry James, This One's for You) | [ 42 ] |
| 2007 | Karina Sumner-Smith                         | Na wszystko przychodzi kres (An End To All Things) | [ 42 ] |
| 2007 | Theodora Goss                               | Pip i wróżki (Pip and the Fairies) | [ 42 ] |
| 2008 | Karen Joy Fowler                            | Wieczność (Always) | [ 43 ] |
| 2008 | Andy Duncan                                 | Unique Chicken Goes In Reverse | [ 43 ] |
| 2008 | David D. Levine                             | Titanium Mike Saves the Day | [ 43 ] |
| 2008 | Vera Nazarian                               | Opowieść o miłości (The Story of Love) | [ 43 ] |
| 2008 | Jennifer Pelland                            | Niewolnica (Captive Girl) | [ 43 ] |
| 2008 | Mary Turzillo                               | Pride | [ 43 ] |
| 2009 | Nina Kiriki Hoffman                         | Trophy Wives | [ 44 ] |
| 2009 | Mike Allen                                  | The Button Bin | [ 44 ] |
| 2009 | Jeffrey Ford                                | The Dreaming Wind | [ 44 ] |
| 2009 | Kij Johnson                                 | Dwadzieścia sześć małp, a czasem także pustka (26 Monkeys, Also the Abyss ) | [ 44 ] |
| 2009 | Gwyneth Jones                               | The Tomb Wife | [ 44 ] |
| 2009 | James Patrick Kelly                         | Don't Stop | [ 44 ] |
| 2009 | Ruth Nestvold                               | Mars. Informator turystyczny (Mars: A Traveler’s Guide) | [ 44 ] |
| 2010 | Kij Johnson                                 | Spór (Spar) | [ 45 ] |
| 2010 | Saladin Ahmed                               | Racice i szałas Abdela Dżamili (Hooves and the Hovel of Abdel Jameela) | [ 45 ] |
| 2010 | Michael A. Burstein                         | I Remember the Future | [ 45 ] |
| 2010 | N.K. Jemisin                                | Non-Zero Probabilities | [ 45 ] |
| 2010 | James Patrick Kelly                         | Going Deep | [ 45 ] |
| 2010 | Will McIntosh                               | Mrożona panna młoda (Bridesicle) | [ 45 ] |
| 2011 | Kij Johnson                                 | Kucyki (Ponies) | [ 46 ] |
| 2011 | Harlan Ellison                              | How Interesting: A Tiny Man | [ 46 ] |
| 2011 | Adam-Troy Castro                            | Arwy (Arvies) | [ 46 ] |
| 2011 | Vylar Kaftan                                | Żyję, kocham Cię, do zobaczenia w Reno (I’m Alive, I Love You, I’ll See You in Reno) | [ 46 ] |
| 2011 | Amal El-Mohtar                              | The Green Book | [ 46 ] |
| 2011 | Jennifer Pelland                            | Ghosts of New York | [ 46 ] |
| 2011 | Felicity Shoulders                          | Warunkowana miłość (Conditional Love) | [ 46 ] |
| 2012 | Ken Liu                                     | Papierowa menażeria (The Paper Menagerie) | [ 47 ] |
| 2012 | Adam-Troy Castro                            | Her Husband’s Hands | [ 47 ] |
| 2012 | Tom Crosshill                               | Mamo, jesteśmy Żenią, twoim synem (Mama, We are Zhenya, Your Son) | [ 47 ] |
| 2012 | Nancy Fulda                                 | Movement | [ 47 ] |
| 2012 | Aliette de Bodard                           | Statkorództwo (Shipbirth) | [ 47 ] |
| 2012 | David W. Goldman                            | Aksjomat wyboru (The Axiom of Choice) | [ 47 ] |
| 2012 | E. Lily Yu                                  | Osy kartografowie i pszczoły anarchiści (The Cartographer Wasps and the Anarchist Bees) | [ 47 ] |
| 2013 | Aliette de Bodard                           | Immersion | [ 48 ] |
| 2013 | Helena Bell                                 | Robot | [ 48 ] |
| 2013 | Cat Rambo                                   | Five Ways to Fall in Love on Planet Porcelain | [ 48 ] |
| 2013 | Tom Crosshill                               | Fragmentation, or Ten Thousand Goodbyes | [ 48 ] |
| 2013 | Leah Cypess                                 | Dzień Niani (Nanny's Day) | [ 48 ] |
| 2013 | Maria Dahvana Headley                       | Give Her Honey When You Hear Her Scream | [ 48 ] |
| 2013 | Ken Liu                                     | O tworzeniu książek przez wybrane gatunki (The Bookmaking Habits of Select Species) | [ 48 ] |
| 2014 | Rachel Swirsky                              | Gdybyś był dinozaurem, mój ukochany (If You Were a Dinosaur, My Love) | [ 49 ] |
| 2014 | Matthew Kressel                             | Dźwięki Starej Ziemi (The Sounds of Old Earth) | [ 49 ] |
| 2014 | Sofia Samatar                               | Selkie Stories Are for Losers | [ 49 ] |
| 2014 | Kenneth Schneyer                            | Selected Program Notes from the Retrospective Exhibition of Theresa Rosenberg Latimer | [ 49 ] |
| 2014 | Sylvia Spruck Wrigley                       | Alive, Alive Oh | [ 49 ] |
| 2015 | Ursula Vernon                               | Jackalope Wives | [ 50 ] |
| 2015 | Aliette de Bodard                           | The Breath of War | [ 50 ] |
| 2015 | Eugie Foster                                | When It Ends, He Catches Her | [ 50 ] |
| 2015 | Matthew Kressel                             | The Meeker and the All-Seeing Eye | [ 50 ] |
| 2015 | Usman T. Malik                              | Ciepło parowania pewnej szczególnej pakistańskiej rodziny (The Vaporization Enthalpy of a Peculiar Pakistani Family) | [ 50 ] |
| 2015 | Sarah Pinsker                               | A Stretch of Highway Two Lanes Wide | [ 50 ] |
| 2015 | Alyssa Wong                                 | The Fisher Queen | [ 50 ] |
| 2016 | Alyssa Wong                                 | Głodne córki głodujących matek (Hungry Daughters of Starving Mothers) | [ 51 ] |
| 2016 | Naomi Kritzer                               | Cat Pictures Please | [ 51 ] |
| 2016 | David D. Levine                             | Uszkodzenie (Damage) | [ 51 ] |
| 2016 | Amal El-Mohtar                              | Madeleine | [ 51 ] |
| 2016 | Martin L. Shoemaker                         | Dziś jestem Paulem (Today I Am Paul) | [ 51 ] |
| 2016 | Sam J. Miller                               | When Your Child Strays from God | [ 51 ] |
| 2017 | Amal El-Mohtar                              | Pora szkła, pora żelaza (Seasons of Glass and Iron) | [ 52 ] |
| 2017 | Brooke Bolander                             | Our Talons Can Crush Galaxies | [ 52 ] |
| 2017 | Barbara Krasnoff                            | Sabbath Wine | [ 52 ] |
| 2017 | Sam J. Miller                               | Things With Beards | [ 52 ] |
| 2017 | A. Merc Rustad                              | This Is Not a Wardrobe Door | [ 52 ] |
| 2017 | Alyssa Wong                                 | A Fist of Permutations in Lightning and Wildflowers | [ 52 ] |
| 2017 | Caroline M. Yoachim                         | Welcome to the Medical Clinic at the Interplanetary Relay Station. Hours Since the Last Patient Death: 0 | [ 52 ] |
| 2018 | Rebecca Roanhorse                           | Welcome to your Authentic Indian Experience™ | [ 53 ] |
| 2018 | Vina Jie-Min Prasad                         | Fandom for Robots | [ 53 ] |
| 2018 | Matthew Kressel                             | The Last Novelist (or A Dead Lizard in the Yard) | [ 53 ] |
| 2018 | Jamie Wahls                                 | Utopia, LOL? | [ 53 ] |
| 2018 | Caroline M. Yoachim                         | Lunapark Dziewiąty (Carnival Nine) | [ 53 ] |
| 2018 | Fran Wilde                                  | Clearly Lettered in a Mostly Steady Hand | [ 53 ] |
| 2019 | P. Djèlí Clark                              | Sekretne życie dziewięciu murzyńskich zębów Jerzego Waszyngtona (The Secret Lives of the Nine Negro Teeth of George Washington) | [ 54 ] |
| 2019 | Rhett C. Bruno                              | Interview for the End of the World | [ 54 ] |
| 2019 | Richard Fox                                 | Going Dark | [ 54 ] |
| 2019 | Alix E. Harrow                              | Przewodnik Wiedżmy po Ucieczkach: Praktyczne Kompendium Fantazji o Portalach (A Witch’s Guide to Escape: A Practical Compendium of Portal Fantasies)                                                                                             | [ 54 ] |
| 2019 | A. T. Greenblatt                            | A jednak (And Yet) | [ 54 ] |
| 2019 | Sarah Pinsker                               | The Court Magician | [ 54 ] |
| 2020 | A. T. Greenblatt                            | Give the Family My Love | [ 55 ] |
| 2020 | Karen Osborne                               | Umarli, w swej niepowstrzymanej potędze (he Dead, In Their Uncontrollable Power) | [ 55 ] |
| 2020 | Nibedita Sen                                | Dziesieć wyimków z opatrzonej adnotacjami bibliografii na temat kanibalek z Ratnabaru (Ten Excerpts from an Annotated Bibliography on the Cannibal Women of Ratnabar Island)                                                                     | [ 55 ] |
| 2020 | Fran Wilde                                  | A Catalog of Storms | [ 55 ] |
| 2020 | A. C. Wise                                  | Na czym polega sztuczka (How the Trick Is Done) | [ 55 ] |
| 2020 | Shiv Ramdas                                 | And Now His Lordship Is Laughing | [ 55 ] |
| 2021 | John Wiswell                                | Dzień otwarty w nawiedzonym domu (Open House on Haunted Hill) | [ 56 ] |
| 2021 | Rae Carson                                  | Badass Moms in the Zombie Apocalypse | [ 56 ] |
| 2021 | Aimee Picchi                                | Advanced Word Problems in Portal Math | [ 56 ] |
| 2021 | Vina Jie-Min Prasad                         | A Guide for Working Breeds | [ 56 ] |
| 2021 | Jason Sanford                               | The Eight-Thousanders | [ 56 ] |
| 2021 | Eugenia Triantafyllou                       | My Country Is a Ghost | [ 56 ] |
| 2022 | Sarah Pinsker                               | Where Oaken Hearts Do Gather | [ 57 ] |
| 2022 | Alix E. Harrow                              | Mr. Death | [ 57 ] |
| 2022 | José Pablo Iriarte                          | Dowód przez indukcję (Proof by Induction) | [ 57 ] |
| 2022 | Sam J. Miller                               | Let All the Children Boogie | [ 57 ] |
| 2022 | Suzan Palumbo                               | Śmiech pośród drzew (Laughter Among the Trees) | [ 57 ] |
| 2022 | John Wiswell                                | Jak sobie pościelesz (For Lack of a Bed) | [ 57 ] |
| 2023 | Samantha Mills                              | Rabbit Test | [ 58 ] |
| 2023 | John Wiswell                                | Zrób to sam (D.I.Y.) | [ 58 ] |
| 2023 | Oghenechovwe Donald Ekpeki                  | Destiny Delayed | [ 58 ] |
| 2023 | Ian Muneshwar                               | Dick Pig | [ 58 ] |
| 2023 | Suzan Palumbo                               | Douen | [ 58 ] |
| 2023 | Ai Jiang                                    | Dajcie angielskiego (Give Me English) | [ 58 ] |
| 2024 | R. S. A. Garcia                             | Cioteczka Merle i pastuch 4200 (Tantie Merle and the Farmhand 4200) | [ 59 ] |
| 2024 | P. A. Cornell                               | Once Upon a Time at The Oakmont | [ 59 ] |
| 2024 | Thomas Ha                                   | Window Boy | [ 59 ] |
| 2024 | Rachael K. Jones                            | The Sound of Children Screaming | [ 59 ] |
| 2024 | Naomi Kritzer                               | Lepsze życie dzięki algorytmom (Better Living Through Algorithms) | [ 59 ] |
| 2024 | John Wiswell                                | Bad Doors | [ 59 ] |
| 2025 | Isabel J. Kim                               | Why Don't We Just Kill the Kid In the Omelas Hole | [ 60 ] |
| 2025 | Jordan Kurella                              | Evan: A Remainder | [ 60 ] |
| 2025 | Rachael K. Jones                            | Five Views of the Planet Tartarus | [ 60 ] |
| 2025 | PH Lee                                      | The V*mpire | [ 60 ] |
| 2025 | Caroline M. Yoachim                         | We Will Teach You How to Read \| We Will Teach You How to Read | [ 60 ] |
| 2025 | Jennifer Hudak                              | The Witch Trap | [ 60 ] |